# Parti intransigeant
Le Parti intransigeant (PI) est un parti politique argentin fondé le 24 juin 1972, sous la direction d’Oscar Alende, comme parti successeur de l’Union civique radicale intransigeante (UCRI), elle-même considérée comme le continuateur historique et légitime de l’Union civique radicale.
Comme représentant du centre gauche, le PI connut son apogée durant les années 1980, dans le contexte de la restauration de la démocratie en Argentine. Les élections législatives de 1985 l’ont consacré comme la troisième force électorale du pays, avec près de un million de voix. Cependant, le rapprochement progressif qu’il entreprit avec le Parti justicialiste commença à susciter du mécontentement dans ses rangs. Aux élections présidentielles de 1989, le parti appuya la candidature de Carlos Menem, qui se présentait comme un candidat nationaliste-populaire ; pourtant, son gouvernement vira bientôt en direction du néolibéralisme, ce qui exacerba encore les dissensions à l’intérieur du parti. Au moment où le PI finit par se retirer de cette alliance de gouvernement pour se rapprocher du Grand Front (Frente Grande) et du cartel de centre-gauche FREPASO, son assise militante s’était déjà fort amenuisée, situation aggravée encore par le désintérêt pour la politique qui caractérisa la décennie 1990 et par la mort d’Oscar Alende en 1996.
Après quelques alliances mineures conclues au lendemain de la crise de 2001 (en tant que coalisé du FREPASO, le PI épaula la candidature de Fernando de la Rúa), le PI fit partie à partir de 2007 du Front pour la victoire, appuyant à présent le gouvernement de Cristina Fernández de Kirchner. Le fait d’être associé à un parti de gouvernement professant une idéologie plus conforme à sa ligne historique a certes permis une certaine stabilisation du PI.
Début mars 2017, la Commission électorale provinciale de Buenos Aires déclara caduque la personnalité politique du Parti intransigeant pour manque d’affiliés, en raison de quoi il sera écarté du scrutin de 2017.
Le PI est membre de la COPPPAL.